# جی‌اوام پلیر
جی‌اوام پلیر (به انگلیسی: Gretech Online Movie Player) نرم‌افزاری ساخت کشور کره برای پخش صوت و تصویر در مایکروسافت ویندوز می‌باشد که به وسیله آن می‌توان فرمت‌های مختلف را اجرا و پخش نمود. جی‌اوام پلیر نرم‌افزار پر استفاده‌ای در بین کاربران است. از دیگر کاربردهای این نرم‌افزار پخش زیرنویس برای فیلم‌ها است.